# Pimelodella gracilis
Pimelodella gracilis är en fiskart som först beskrevs av Valenciennes, 1835.  Pimelodella gracilis ingår i släktet Pimelodella och familjen Heptapteridae. Inga underarter finns listade i Catalogue of Life.